# Gyranusoidea rhodope
Gyranusoidea rhodope är en stekelart som beskrevs av John S. Noyes 2000. Gyranusoidea rhodope ingår i släktet Gyranusoidea och familjen sköldlussteklar.
Artens utbredningsområde är Costa Rica. Inga underarter finns listade i Catalogue of Life.